# Trudy Harrison

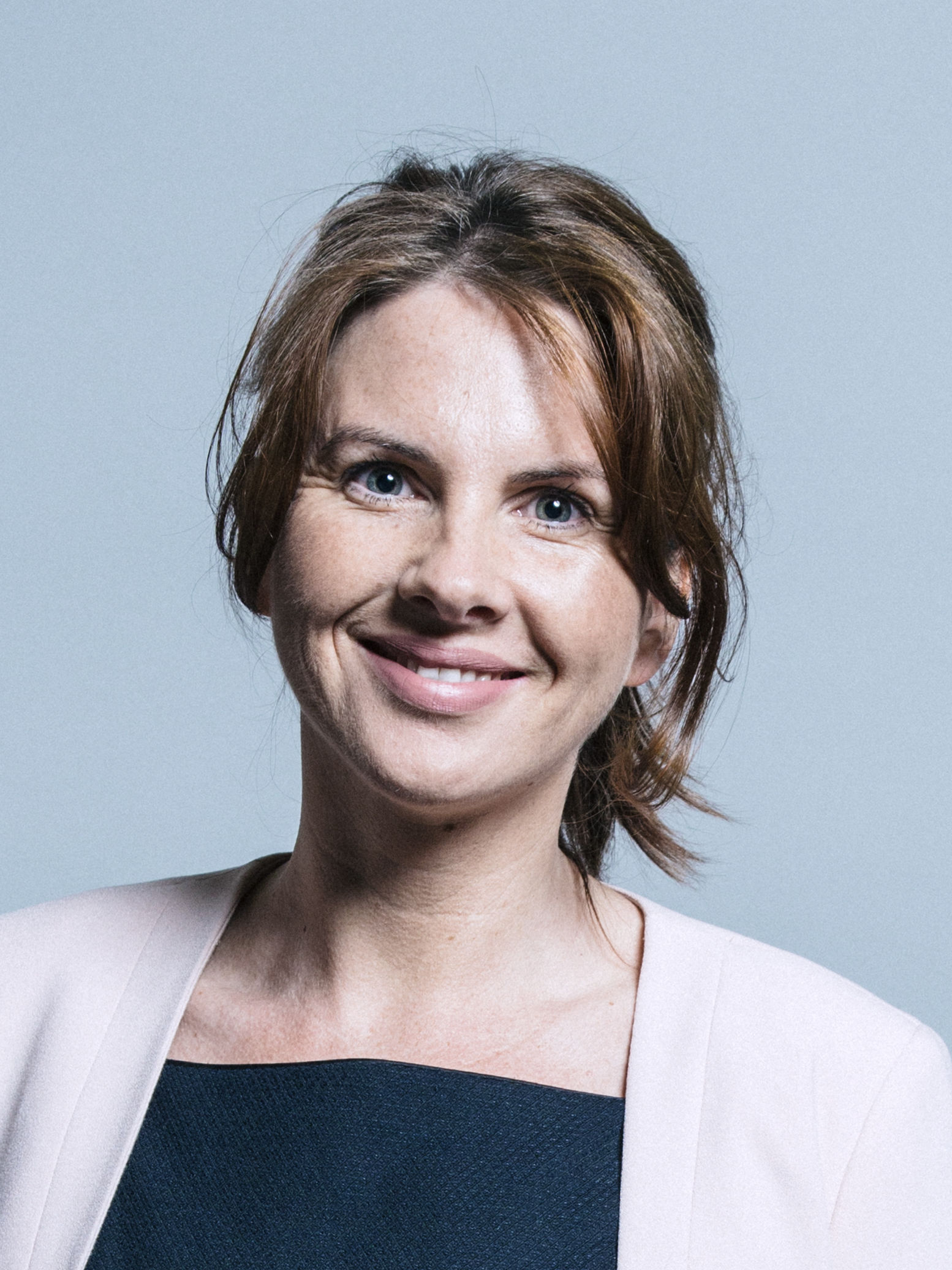
Sra. Harrison em 2017

Trudy Lynne Harrison (nascida em 19 de abril de 1976) é uma política do Partido Conservador britânico. Ela é membro do Parlamento (MP) por Copeland desde que ganhou a cadeira na eleição parcial de fevereiro de 2017 . Foi a primeira vez que Copeland elegeu uma deputada conservadora desde 1931, e também foi a primeira vez que Copeland elegeu uma deputada feminina. Harrison foi então reeleita nas eleições gerais de junho de 2017 e dezembro de 2019.